# Криштапавичюс, Ричардас
Ричардас Криштапавичюс (лит. Ričardas Krištapavičius, род. 4 июня 1958, деревня Глукас Варенского района) — литовский архитектор, лауреат Национальной премии Литвы по культуре и искусству (1994).

## Биография
Родился в Варенском районе, но детство провёл в Ниде. В 1980 году окончил Художественный институт Литовской ССР. В 1980—1992 годах работал в Институте проектирования городского строительств в Вильнюсе. В 1992—1993 годах работал в компании Jungtinės architektų dirbtuvės («Объединённые архитектурные мастерские»). В 1993—1999 годах был архитектором Неринги. 
В 1999—2004 годах — владелец компании R. Krištapavičiaus projektavimo firma, затем с 2005 года архитектор компании Baltas fonas.

## Проекты
В 1988—1996 годах создал и реализовал шесть проектов зданий католических храмов в различных городах Литвы. В проекте костёла Рождества Пресвятой Девы Марии в Игналине (инженер-дизайнер Винцас Динейка; 1988, возведён в 1999 году) архитектор применил сочетание традиционной формы греческого креста в плане с треугольной апсидой (которая обычно бывает полукруглой формой), что придало этой части храма характер аллюзии на символический корабль спасения — Ноев ковчег. Проект был отмечен как лучший проект 1988 года дипломом Союза архитекторов СССР. Другие такого рода работы архитектора — костёл Блаженного Юргиса Матулайтиса в Вильнюсе (совместно с архитекторами Гинтарасом Аперавичюсом, Гядиминас Баравика, Вацловасом Бальчюнасом; 1989, построен в 1996 году), костёл Пресвятой Девы Марии — Звезды Морей в Швянтойи (совместно с архитектором Гинтарасом Аперавичюсом, 1991), костёл Святого Казимира в Клайпеде (совместно с архитектором Адомасом Скезгяласом, 1999), костёл Помощи Пресвятой Девы Марии христианам в Ниде (совместно с архитектором Альгимантасом Завишой, 2003), костёл Божьего Провидения в Утене (совместно с архитектором Миндаугасом Ямантасом, 2004). 

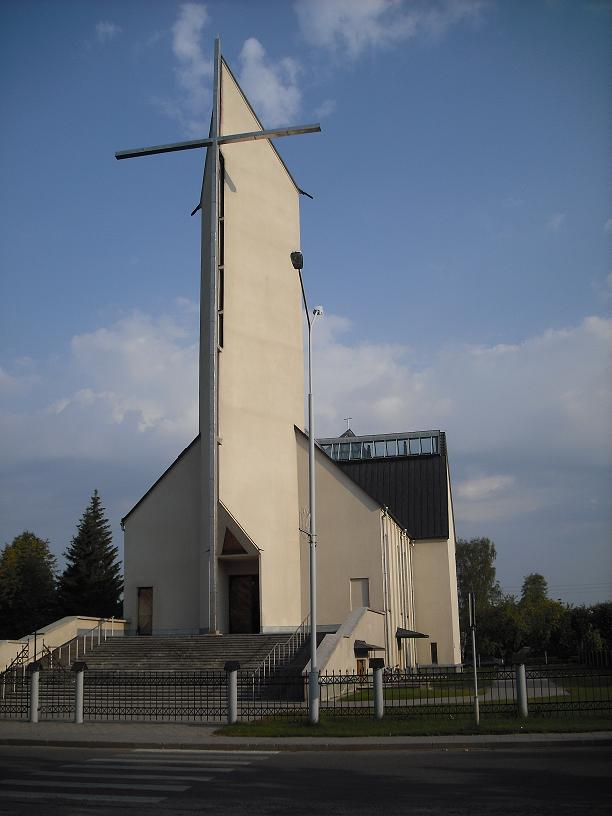
Костёл Рождества Пресвятой Девы Марии (Игналина)
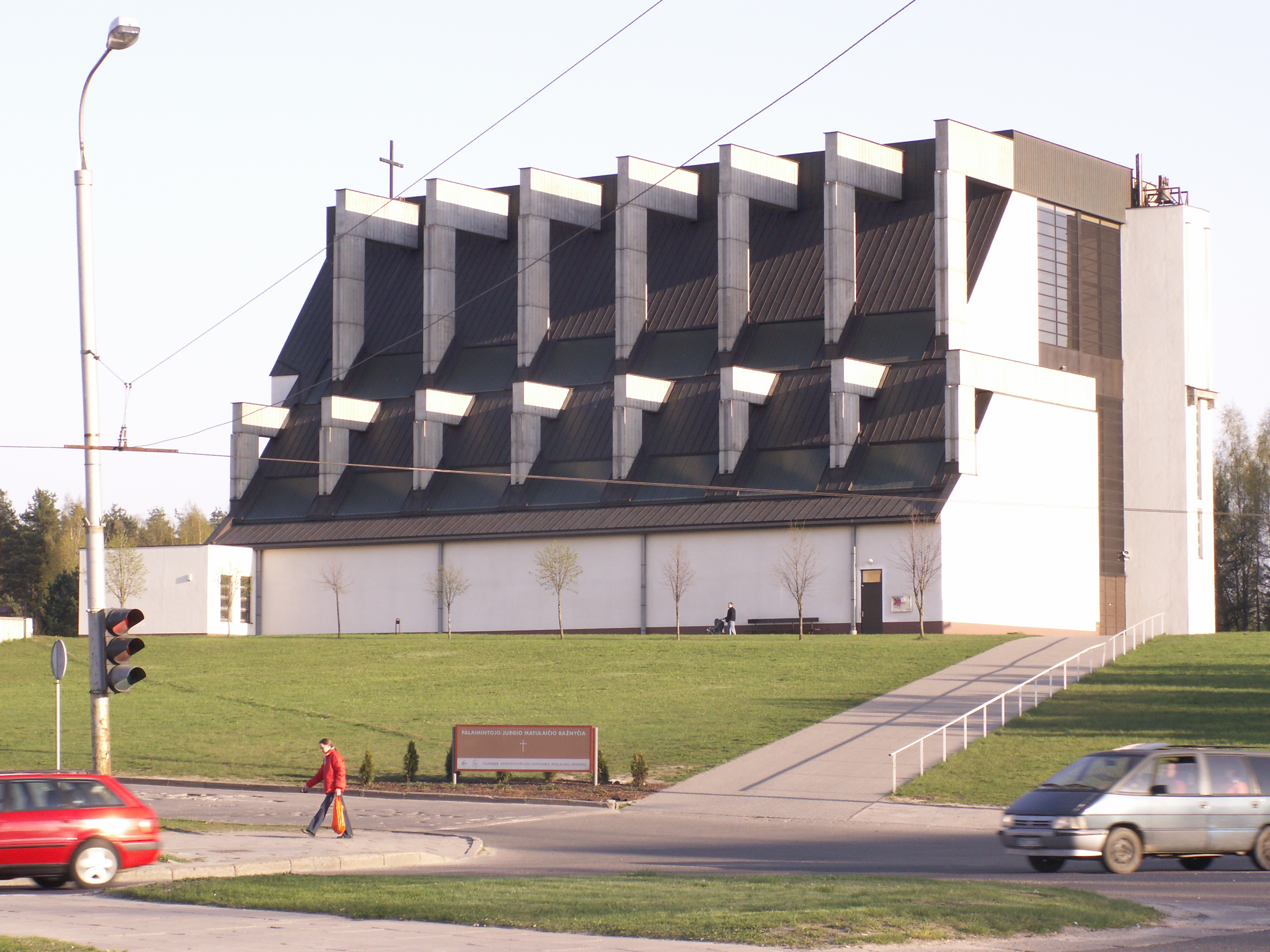
Костёл Блаженного Юргиса Матулайтиса (Вильнюс)
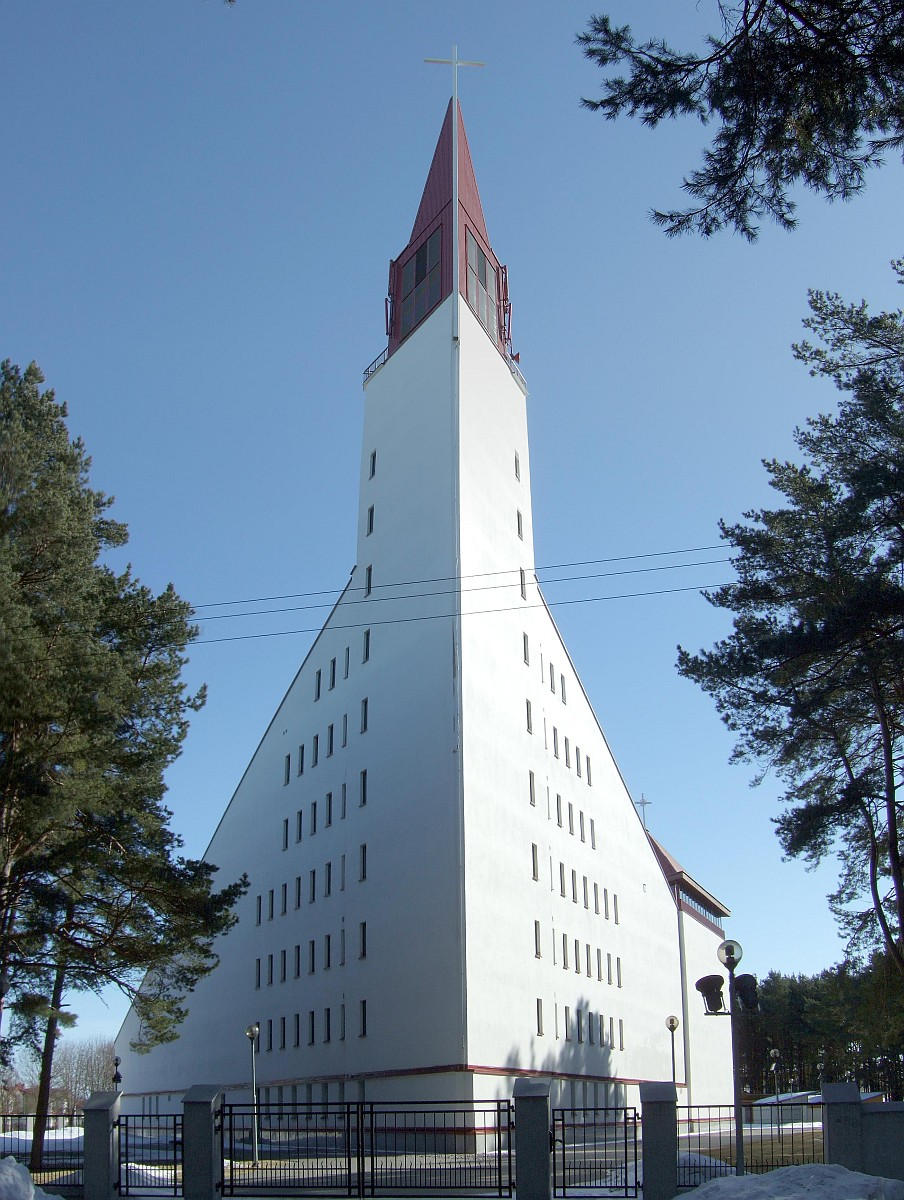
Костёл Пресвятой Девы Марии — Звезды Морей (Швянтойи)
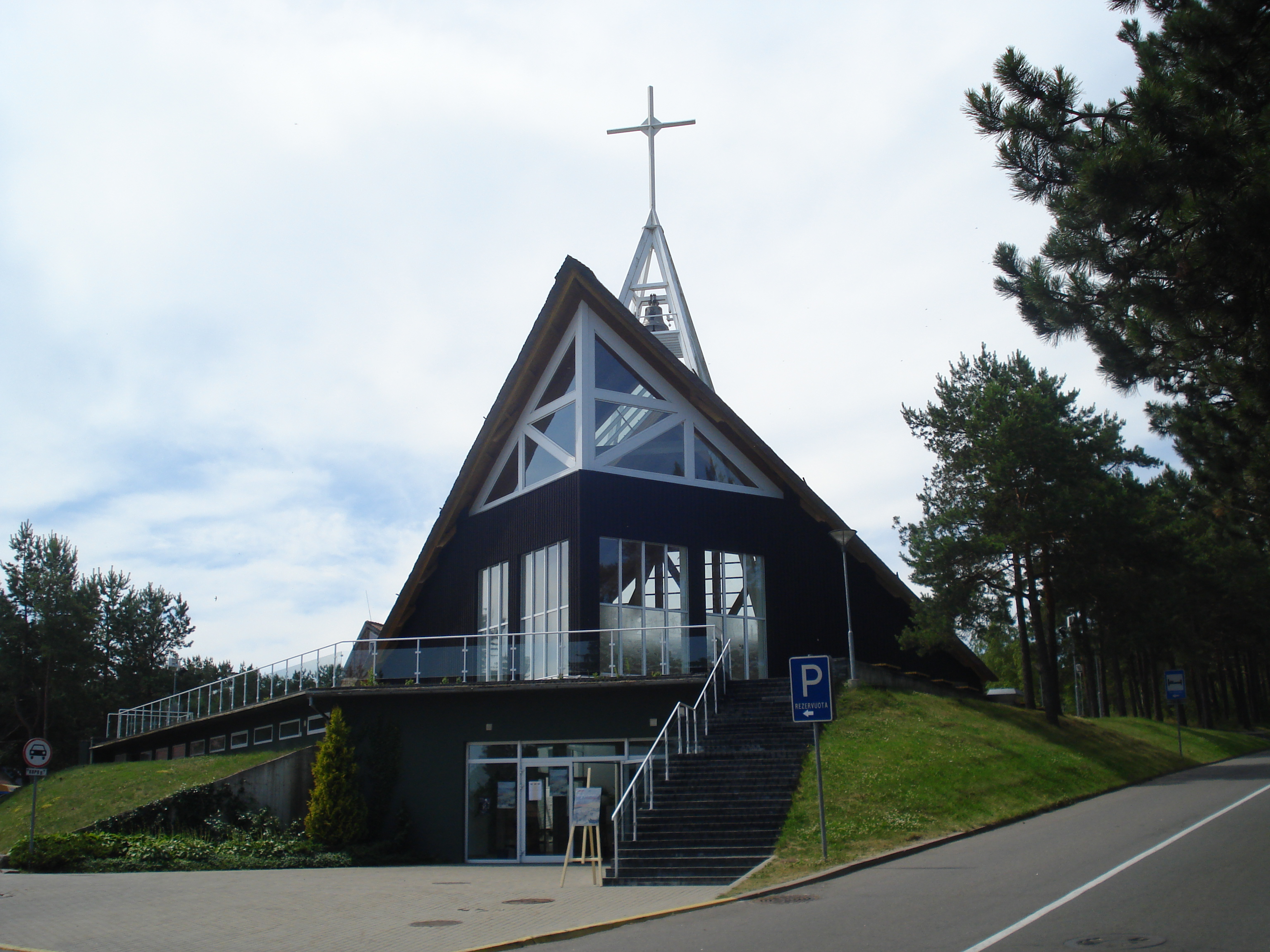
Костёл Помощи Пресвятой Девы Марии христианам (Нида)
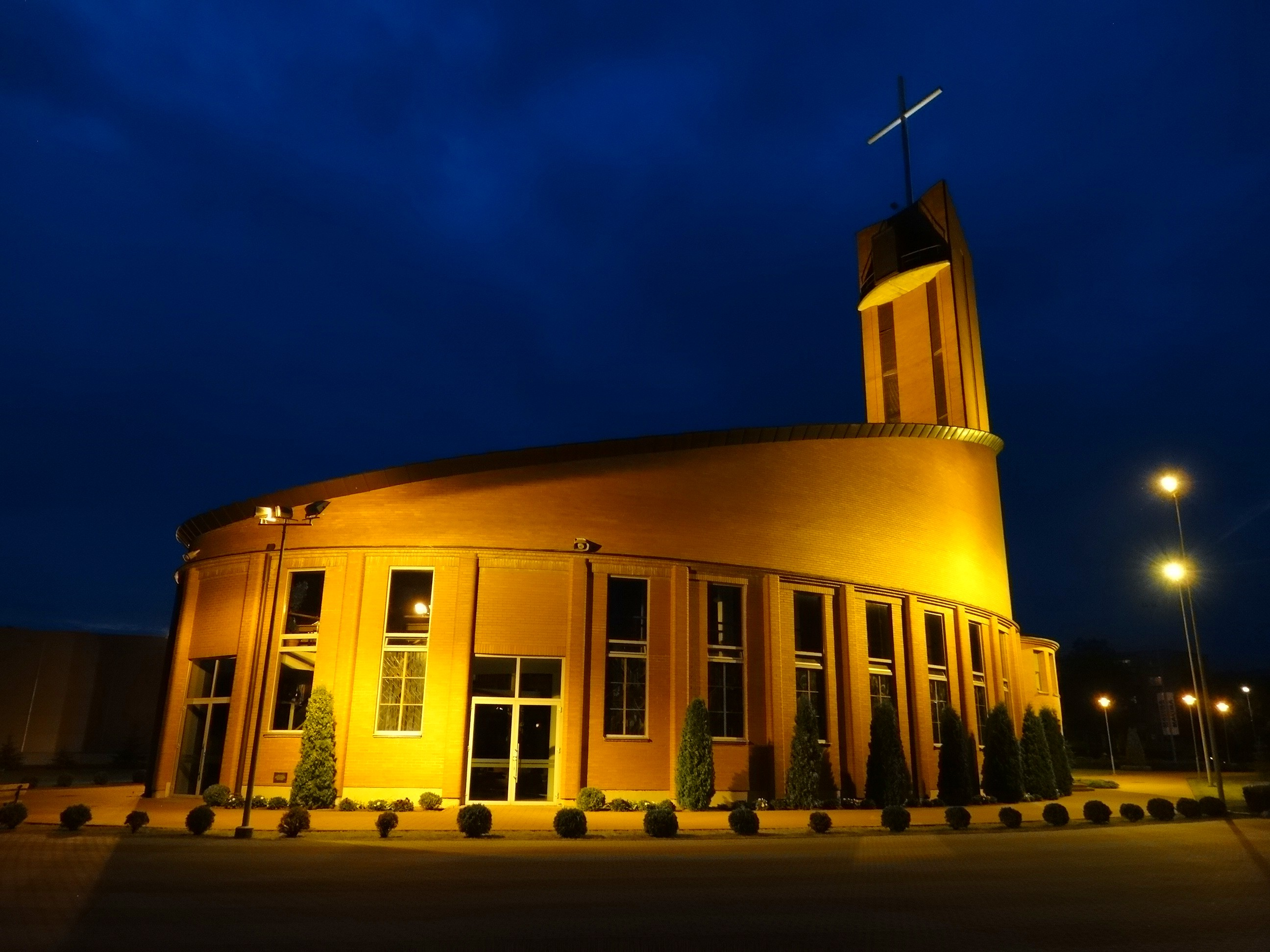
Костёл Божьего Провидения (Утена)

Другая значительная часть творчества архитектора — различного рода монументы. К таким работам относится архитектурная часть памятника священнику и поэту Антанасу Баранаускасу, открытого в 1993 году в сквере перед костёлом в Аникщяй (скульптор Арунас Сакалаускас). Авторы были удостоены в 1994 году Национальной премии Литвы по культуре и искусству. 
Монументальные солнечные часы-календарь на вершине дюны Парнидиса в Ниде были установлены в 1995 году (скульптор Клаудиюс Пудимас, астроном Либертас Климка). Каменный обелиск высотой до 14 метров был повреждён в 1999 году ураганом Анатолий и восстановлен в 2011 году.
В 2003 году в Вильнюсе у главного здания Национального музея Литвы был открыт памятник королю Миндаугасу (скульптор Регимантас Мидвикис; помимо Криштапавичюса, архитекторы Альгимантас Насвитис и Инеса Алистратовайте). 
В 2003 году в Клайпеде был установлен памятник единой Литве «Арка», возведённый к 85-й годовщине Тильзитского акта и 80-й годовщине присоединения Клайпедского края (скульптор Арунас Сакалаускас, инженер-конструктор Таутвидас Тубис). Красная гранитная колонна символизирует Малую Литву и её культурное наследие, серый столб – Большую Литву. Сооружение высотой 8,5 метров весит 150 тонн.
Криштапавичюс является также автором архитектурной части памятников пастору и поэту, собирателю литовских народных песен Людвикасу Резе в Калининграде (2006; совместно с Миндаугасом Ямантасом; скульптор Арунас Сакалаускас) и гимну Литвы и его создателю Винцасу Кудирке в Вильнюсе на площади В. Кудиркос (2009, скульптор Арунас Сакалаускас). 

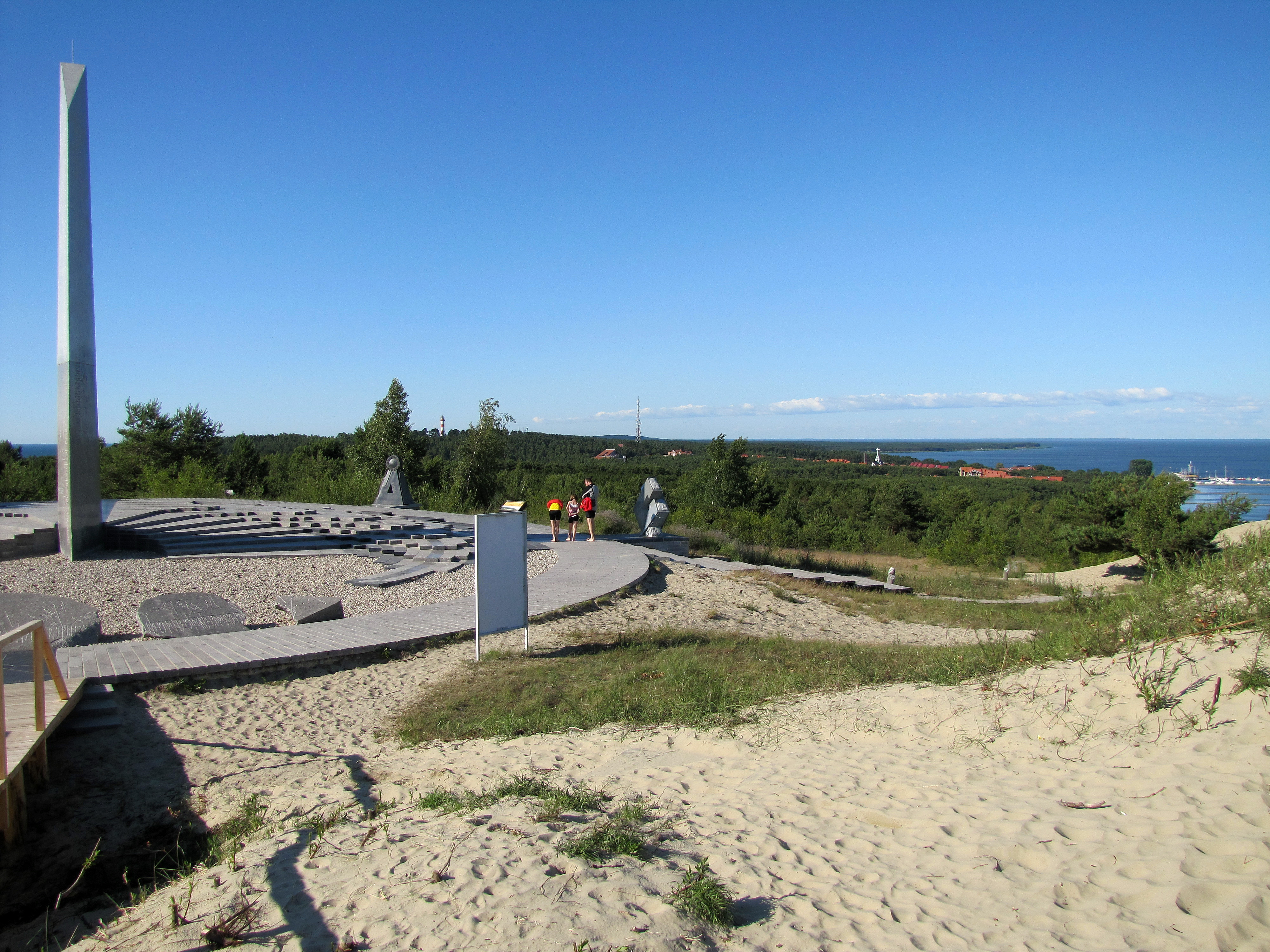
Солнечные часы (Нида)
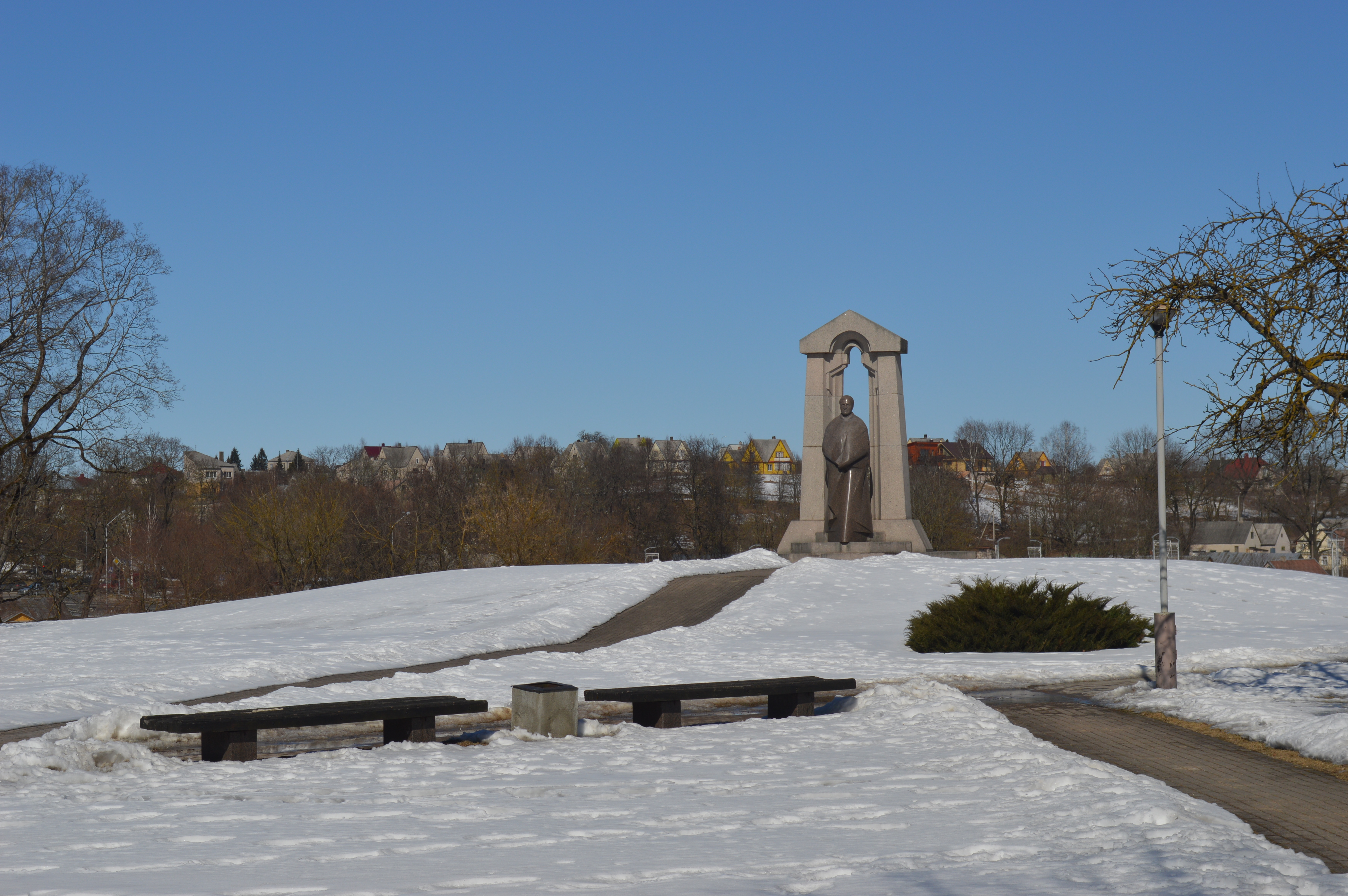
Памятник Антанасу Баранаускасу (Аникщяй)
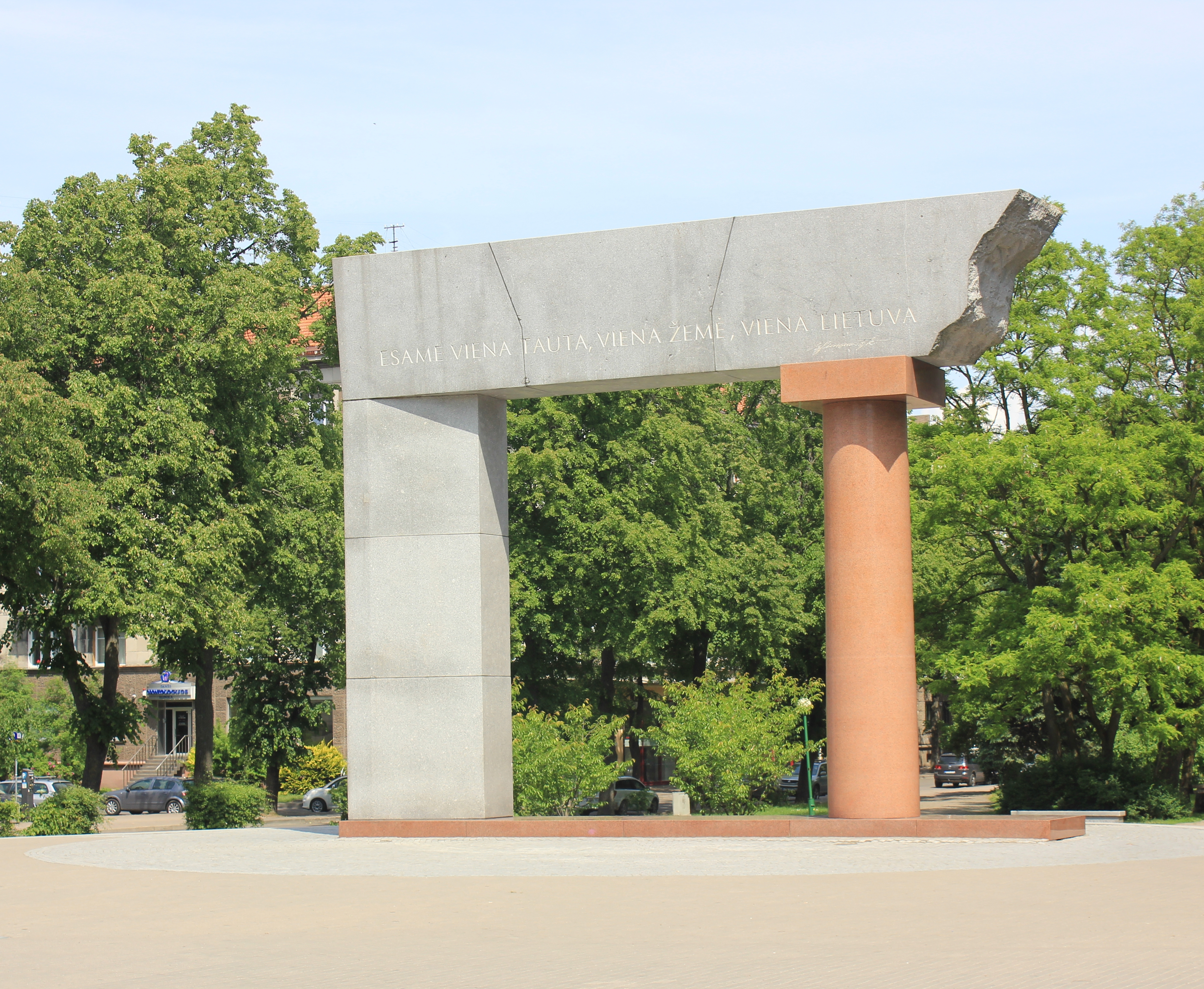
«Арка» единой Литвы (Клайпеда)

В 1988 году Криштапавичюс создал в Ниде экспозицию традиционных куршских рыбацких флюгеров, отмеченную главным призом триеннале молодых архитекторов балтийских стран в Вильнюсе. Он — автор флага Неринги, своими мотивами напоминающего такой флюгер. 
На Куршской косе реализованы другие известные проекты архитектора — набережная Ниды (1998, совместно с сестрой архитектором Роландой Крикштапавичюте), автобусный вокзал в Ниде (1998), набережная-парк со скульптурами в Юодкранте (2001). 
Автор (совместно с архитектором Андрюсом Гедиминасом Гудайтисом) реконструкции Этнокосмологического музея Литвы в Молетском районе (2008).

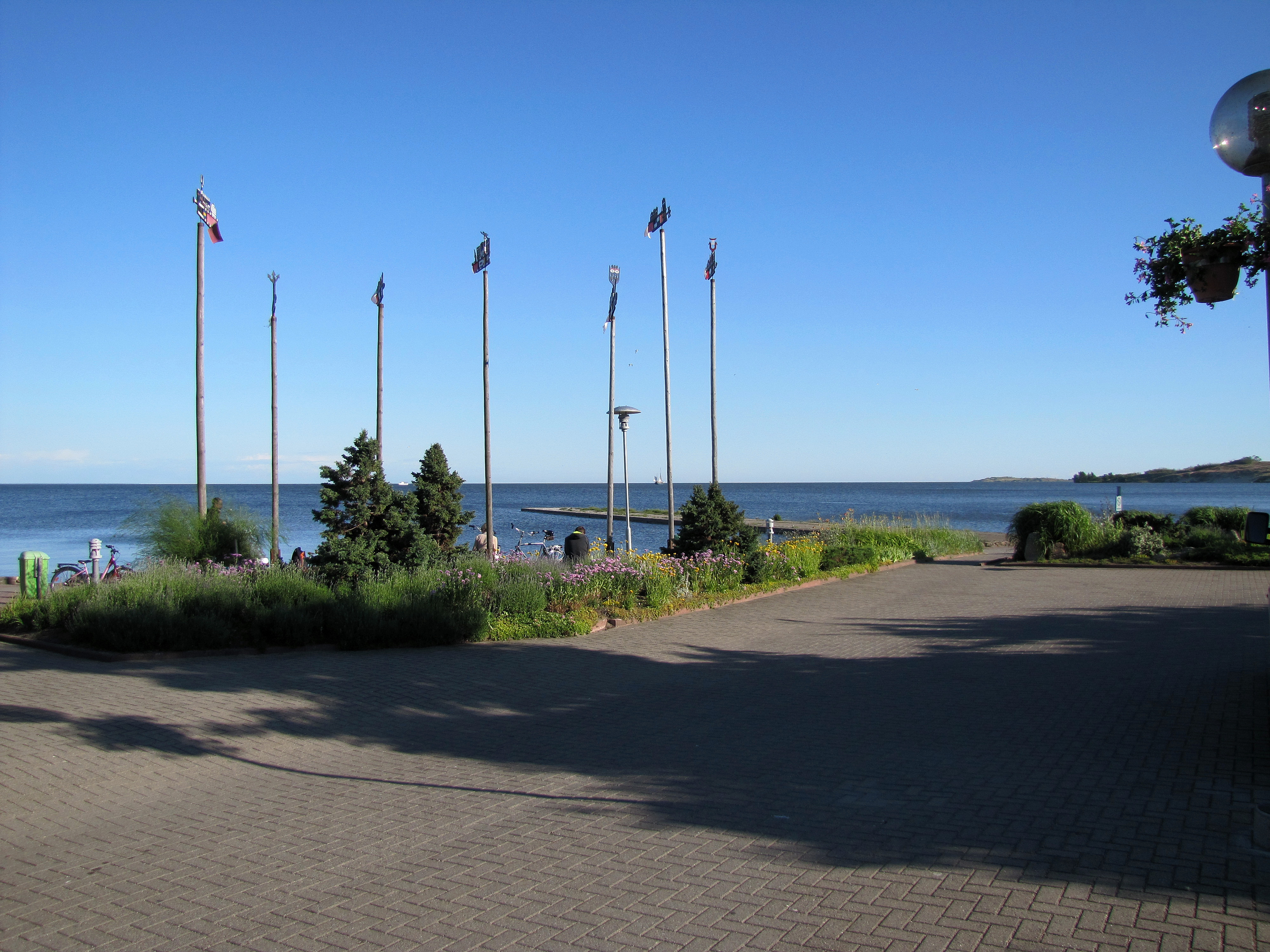
Набережная с экспозицией флюгеров (Нида)
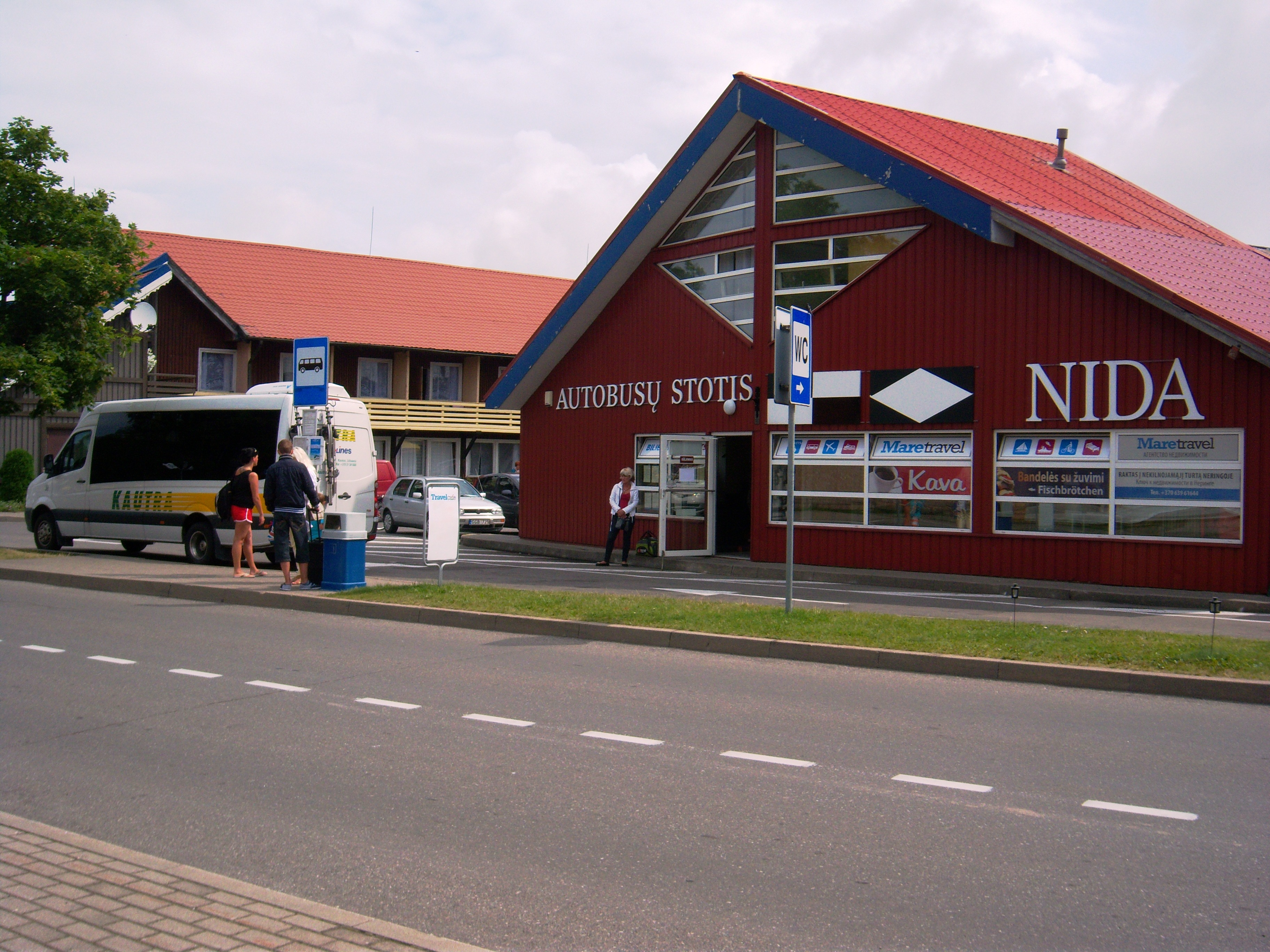
Автобусный вокзал (Нида)
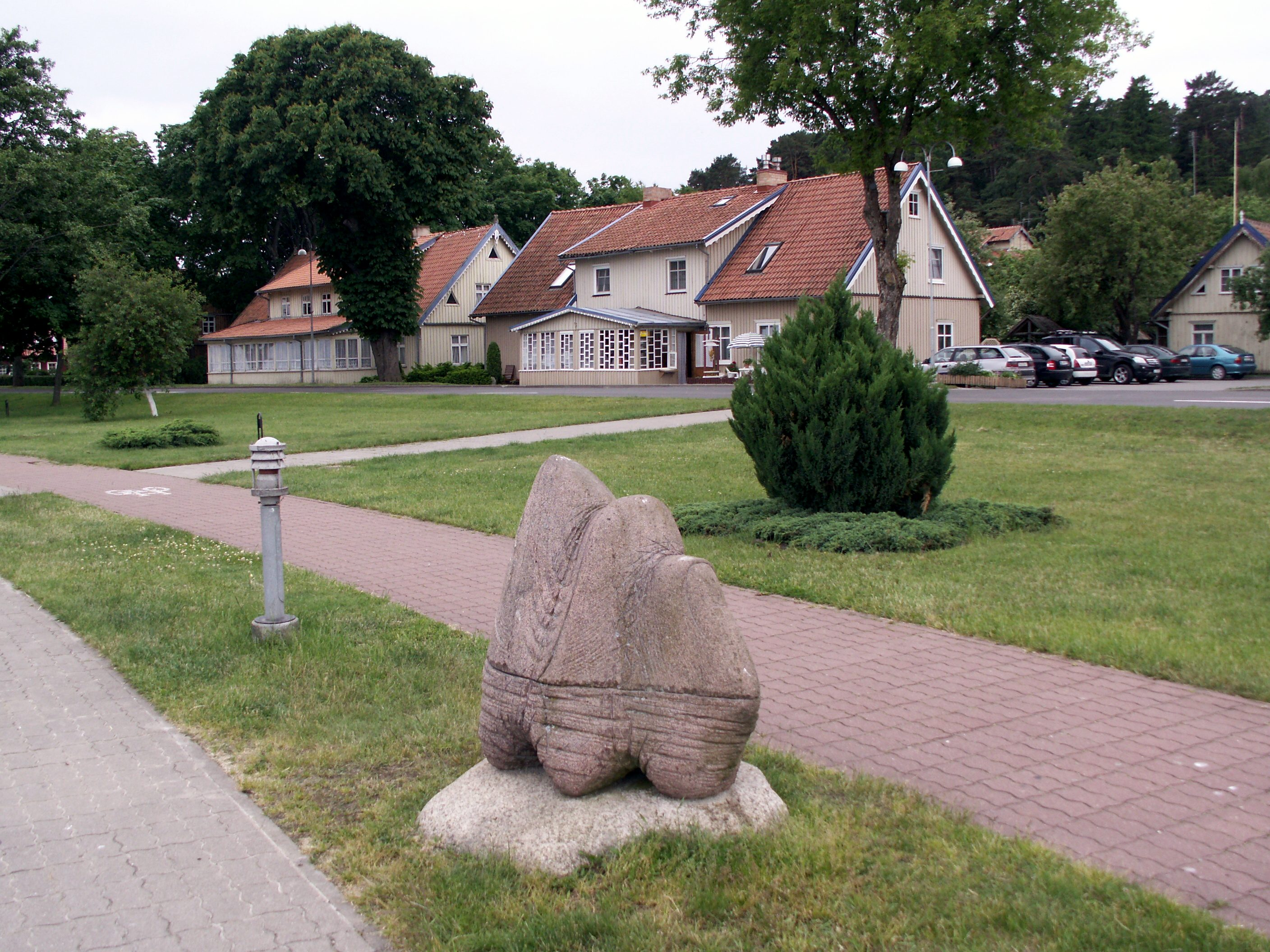
Набережная-парк (Юодкранте)

## Награды и звания
- Диплом Союза архитекторов СССР за лучший проект 1988 года
- Национальная премия Литвы по культуре и искусству (1994) за монументальный памятник епископу поэту Антанасу Баранаускасу (Аникщяй)